# ماريان سميث
ماريان سميث (بالإنجليزية: Marianne Smith)‏ هي فاعلة خير وسيدة أعمال نيوزيلندية، ولدت في 10 مارس 1851 في Portaferry ‏ في المملكة المتحدة، وتوفيت في 1 سبتمبر 1938.